# 鈴木重雄
鈴木 重雄（すずき しげお、1917年5月16日- 1981年12月14日）は、日本の小説家。妻は望月優子。広島県生まれ。慶応義塾大学仏文科中退。

## 人物・来歴
1936年召集を受けて満州へ。1941年『満洲新聞』の東京支社特派員として勤務。戦後は、新聞協会、「世界月報」「世界経済」など新聞社に勤務しながら小説を執筆。
1942年、田辺茂一の紹介で、望月と川端康成の媒酌で結婚。
父は広島の原爆で死去。
1948年、第1回水上滝太郎賞を受賞。
「週刊サンケイ」編集長、産経新聞文化部長,1962年『週刊TVガイド』初代編集長。退任後、「集団形星」を作り、作家とテレビの間のエージェント業をやる。続いて雑誌、出版をしたあと倒産、「けいせい」として再出発する。
弟は産経新聞論説委員の平野光雄。
執筆時は久我三郎、鈴木康之の筆名を使った。墓所は多磨霊園(23-1-43-4)。

## 著書
- 『少女の勢力』（前田出版社 1947年）
- 『花言葉物語』（あかね書房 1950年）
- 『抒情の手紙 手紙文・ペン字の書き方・友愛の往復書簡集』（久我三郎、小林竜峯 協立書店 1951年）
- 『青春書簡文 ペン字教本』（久我三郎 あかね書房 1951年）
- 『最新女性書簡文 ペン字教本』（久我三郎 あかね書房 1951年）
- 『世界の音楽家』（鈴木康之 あかね書房（世界伝記文庫） 1952年）
- 『ギャンブル紳士録 必勝法と人生論』（集団形星 1967年）
- 『都会の中の花と生活』（久我三郎 集団形星 1971年）
- 『あたしのものよ』（松山善三原作 久我三郎脚色 けいせい 1975年）
- 『ちょっと節約ばなし』（久我三郎 けいせい出版 1980年5月）
- 『黒い小屋』（牧羊社 1991年12月）
- 『無名名曲鑑賞会』（鈴木康之、矢口正巳著 文化書房博文社 1994年6月）

## 再話
- 『ドン・キホーテ』（セルバンテス 主婦之友社（少年少女名作家庭文庫） 1951年）
- 『ノートルダムのせむし男』（ユーゴー原作 鈴木康之編著 偕成社 1958年）